# 수족 삼각형

수족 삼각형

심슨 직선

기하학에서 수족 삼각형(垂足三角形, 영어: pedal triangle)은 주어진 점에서 삼각형의 세 변에 내린 수선의 발들로 이루어진 삼각형이다.

## 정의
점 {\displaystyle P}에서 삼각형 {\displaystyle ABC}의 세 변 {\displaystyle BC}, {\displaystyle CA}, {\displaystyle AB}에 내린 수선의 발을 각각 {\displaystyle D}, {\displaystyle E}, {\displaystyle F}라고 하자. 만약 {\displaystyle P}가 삼각형 {\displaystyle ABC}의 외접원 위의 점이라면, {\displaystyle D}, {\displaystyle E}, {\displaystyle F}는 한 직선 위의 점이며, 이 직선을 삼각형 {\displaystyle ABC}에 대한 점 {\displaystyle P}의 심슨 직선이라고 한다. 만약 {\displaystyle P}가 삼각형 {\displaystyle ABC}의 외접원 위의 점이 아니라면, {\displaystyle D}, {\displaystyle E}, {\displaystyle F}는 한 직선 위의 점이 아니며, 이 경우 삼각형 {\displaystyle DEF}를 점 {\displaystyle P}에 대한 삼각형 {\displaystyle ABC}의 수족 삼각형이라고 한다.

## 성질
점 {\displaystyle P}에서 삼각형 {\displaystyle ABC}의 세 변 {\displaystyle BC}, {\displaystyle CA}, {\displaystyle AB}에 내린 수선의 발을 각각 {\displaystyle D}, {\displaystyle E}, {\displaystyle F}라고 하고, 삼각형 {\displaystyle ABC}의 세 변의 길이를 각각 {\displaystyle a}, {\displaystyle b}, {\displaystyle c}, 외접원의 반지름을 {\displaystyle R}라고 하자. 그렇다면 사인 법칙에 따라 수족 삼각형 {\displaystyle DEF}의 세 변의 길이는 다음과 같이 나타낼 수 있다.:23, §1.9, Theorem 1.91
{\displaystyle EF=AP\cdot \sin A={\frac {AP\cdot a}{2R}}}
{\displaystyle FD=BP\cdot \sin B={\frac {BP\cdot b}{2R}}}
{\displaystyle DE=CP\cdot \sin C={\frac {CP\cdot c}{2R}}}
점 {\displaystyle P}에서 삼각형 {\displaystyle ABC}의 세 변 {\displaystyle BC}, {\displaystyle CA}, {\displaystyle AB}에 내린 수선의 발을 각각 {\displaystyle D}, {\displaystyle E}, {\displaystyle F}라고 하자. 그렇다면 수족 삼각형의 세 꼭짓점 {\displaystyle D}, {\displaystyle E}, {\displaystyle F}가 원래 삼각형의 변을 나누는 길이는 다음 등식을 만족시킨다.:85–86
{\displaystyle AF^{2}+BD^{2}+CE^{2}=FB^{2}+DC^{2}+EA^{2}}
등각 켤레점을 이루는 두 점에 대한 수족 삼각형의 외접원은 일치하며, 그 공통 외접원의 중심은 두 등각 켤레점의 중점이다.:67, §7.4, (viii)
같은 점에 대한 수족 삼각형의 수족 삼각형의 수족 삼각형은 원래 삼각형과 닮음이다. 즉, 점 {\displaystyle P}에 대한 삼각형 {\displaystyle ABC}의 수족 삼각형을 {\displaystyle D_{1}E_{1}F_{1}}라고 하고, 같은 점 {\displaystyle P}에 대한 삼각형 {\displaystyle D_{1}E_{1}F_{1}}의 수족 삼각형을 {\displaystyle D_{2}E_{2}F_{2}}라고 하고, 같은 점 {\displaystyle P}에 대한 삼각형 {\displaystyle D_{2}E_{2}F_{2}}의 수족 삼각형을 {\displaystyle D_{3}E_{3}F_{3}}라고 하자. 그렇다면 삼각형 {\displaystyle D_{3}E_{3}F_{3}}은 원래 삼각형 {\displaystyle ABC}와 닮음이다.:24, §1.9, Theorem 1.92 보다 일반적으로, {\displaystyle n}각형이 주어졌을 때, 같은 점에 대한 {\displaystyle n}번째 수족 {\displaystyle n}각형은 원래 {\displaystyle n}각형과 닮음이다.
증명:
마주보는 두 각이 직각인 사각형의 네 꼭짓점은 한 원 위의 점이므로, 원주각의 성질에 따라
{\displaystyle \angle PAC=\angle PF_{1}E_{1}=\angle PE_{2}D_{2}=\angle PD_{3}F_{3}}
{\displaystyle \angle PAB=\angle PE_{1}F_{1}=\angle PF_{2}D_{2}=\angle PD_{3}E_{3}}
이다. 따라서 {\displaystyle \angle BAC=\angle E_{3}D_{3}F_{3}}이다. 마찬가지로 {\displaystyle \angle ABC=\angle D_{3}E_{3}F_{3}}임을 보일 수 있다. 따라서 삼각형 {\displaystyle ABC}와 삼각형 {\displaystyle D_{3}E_{3}F_{3}}은 닮음이다.

### 반수족 삼각형
삼각형 {\displaystyle ABC} 및 점 {\displaystyle P}가 주어졌다고 하자. 꼭짓점 {\displaystyle A}, {\displaystyle B}, {\displaystyle C}를 지나는, 직선 {\displaystyle PA}, {\displaystyle PB}, {\displaystyle PC}의 평행선의 세 교점을 {\displaystyle X}, {\displaystyle Y}, {\displaystyle Z}라고 하자. 만약 점 {\displaystyle P}가 직선 {\displaystyle BC} 또는 {\displaystyle CA} 또는 {\displaystyle AB} 위의 점이라면, 세 직선 가운데 한 쌍은 평행하며 세 교점 {\displaystyle X}, {\displaystyle Y}, {\displaystyle Z} 가운데 하나는 무한 원점이다. 만약 점 {\displaystyle P}가 삼각형 {\displaystyle ABC}의 외접원 위의 점이라면, 세 직선은 한 점 {\displaystyle X=Y=Z}에서 만난다.:225, §XII.360 만약 점 {\displaystyle P}가 직선 {\displaystyle BC} 또는 {\displaystyle CA} 또는 {\displaystyle AB} 위의 점이 아니며 삼각형 {\displaystyle ABC}의 외접원 위의 점이 아니라면, 세 교점 {\displaystyle X}, {\displaystyle Y}, {\displaystyle Z}는 삼각형의 꼭짓점을 이루며, 이 경우 삼각형 {\displaystyle XYZ}를 점 {\displaystyle P}에 대한 삼각형 {\displaystyle ABC}의 반수족 삼각형(反垂足三角形, 영어: antipedal triangle)이라고 한다. 이 경우 반수족 삼각형은 원래 삼각형을 수족 삼각형으로 하는 유일한 삼각형이다.
주어진 점에 대한 반수족 삼각형은 그 등각 켤레점에 대한 수족 삼각형과 중심 닮음이다.:225, §XII.360

## 예
일부 특수한 점에 대한 수족 삼각형 또는 반수족 삼각형은 다음과 같다.
- 내심에 대한 수족 삼각형은 제르곤 삼각형이다.
- 외심에 대한 수족 삼각형은 중점 삼각형이다.
- 수심에 대한 수족 삼각형은 수심 삼각형이다.
- 내심에 대한 반수족 삼각형은 방심 삼각형이다.